# Paweł Komander
Paweł Komander pseud. Konrad, Merc, Ryszard (ur. 29 września 1894 w Hajdukach Wielkich, zm. 1945 w ZSRR) – śląski działacz polityczny, komunista, poseł na Sejm Śląski II kadencji.

## Życiorys
Urodzony w rodzinie górniczej. W czasie I wojny światowej służył w wojsku niemieckim. Pod koniec 1918 powrócił na Górny Śląsk i rozpoczął pracę w hucie „Falva”. W 1918 wstąpił do Komunistycznej Partii Niemiec oraz przyczynił się do powstania Komunistycznej Partii Górnego Śląska. Był przeciwny powstaniom śląskim. Należał do czołowych działaczy komunistycznych Górnego Śląska. Wchodził w skład "Komitetu 21".
W 1927 wybrano go zastępcą członka Komitetu Centralnego Komunistycznej Partii Polski.
W maju 1930 wraz z Józefem Wieczorkiem wybrany komunistycznym posłem do Sejmu Śląskiego (kandydował z listy Bloku Jedności Robotniczo-Chłopskiej), mandat sprawował do czasu rozwiązania Sejmu II kadencji we wrześniu 1930. Po wygaśnięciu mandatu obawiając się aresztowania przez polską policję wyjechał do Zabrza, później do Berlina, by ostatecznie osiąść w ZSRR.
W 1937 aresztowany wraz z rodziną przez NKWD, został rozstrzelany w 1945. W 1956 roku Sąd Najwyższy ZSRR dokonał jego rehabilitacji.